# Мирский, Марк Борисович
Марк Бори́сович Ми́рский (3 октября 1930, Днепропетровск — 19 июня 2010, Москва) — советский и российский историк медицины и журналист, профессор, зав. отделом истории медицины и советского здравоохранения ВНИИ им. Н. А. Семашко, председатель Московского научного общества историков медицины (1987—2010), вице-президент Международной конфедерации обществ историков медицины, почетный член Польского, Болгарского и Белорусского обществ истории медицины, автор более 500 научных трудов (в том числе — ряда фундаментальных монографий) по истории медицины.

## Биография
Родился в семье Бориса Иосифовича Мирского (12.4.1907 — 12.5.1989), организатора микробиологического производства, и Марии Ароновны Мирской (урождённой Юлиш, 3.6.1910 — 22.5.1973, микробиолога и биохимика. Братья: Юрий (1944—2011), врач-анестезиолог, и Александр (род. 1937, геолог.
Детство провел в Днепропетровске (до 1942), Иркутске (1942—1943) и Куйбышеве (1943—1948). Частые переезды были связаны с профессиональной деятельностью его отца.
Летом 1948 г., окончив с медалью среднюю школу в Куйбышеве, поехал учиться в Москву, поступив во 2-й Московский Государственный медицинский институт. В студенческое время активно занимался журналистикой, печатался в «Огоньке», а после окончания Института в 1954 г. поступил на работу в газету «Медицинский работник» (позже — «Медицинская газета», стараясь совмещать работу журналиста и врачебную деятельность.
В 1957 году заключил брак с Аллой Ильиничной Куштаниной, с которой был вместе до последних минут своей жизни. Дети: Владимир (1957) и Сергей (1964).
В 1960 г. поступил в аспирантуру Института организации здравоохранения и истории медицины им. Н. А. Семашко, в 1964 году защитил кандидатскую диссертацию и вернулся в «Медицинскую газету», где стал руководителем отдела науки.
В 1969—1985 г.г. работал в НИИ трансплантологии и искусственных органов Министерства здравоохранения СССР, а в 1985 г. перешел на работу в Институт организации здравоохранения и истории медицины им. Н. А. Семашко (позже Институт был переименован в Национальный НИИ общественного здоровья РАМН), в котором проработал до последнего дня своей жизни руководителем Отдела истории медицины.
В 1981 г. М. Б. Мирский защитил докторскую диссертацию по истории отечественной трансплантологии, в 1991 получил профессорское звание.
В 1994—1996 гг. по приглашению факультетов славистики ряда немецких университетов М. Б. Мирский прочел цикл лекций, посвященных врачам-писателям — (А.П. Чехов, М.А. Булгаков, В. В. Вересаев), а также медицинским аспектам ранения А. С. Пушкина и русским врачам петровского времени. Результатом развития этого направления стали вышедшая в 2003 г. книга «Доктор Чехов», а также радиопередачи и многочисленные газетные и журнальные публикации.
В последние годы жизни работал над исследованием политических репрессий советских врачей, роли научных контактов российских и зарубежных врачей в развитии медицины.
Под руководством профессора М. Б. Мирского было защищено 10 докторских и более 20 кандидатских диссертаций. Он написал более 600 научных трудов и более 30 книг и монографий.
Член редколлегии журналов «Проблемы социальной гигиены, здравоохранения и истории медицины», «Медико-исторический альманах» (г. Вильнюс), «Архив истории и философии медицины» (г. Варшава), «Асклепий» (г. София) и др.
Лауреат премий им. Н. А. Семашко РАМН (1996, 2007), медаль им. Петровского.
Увлекался шахматами. В студенческое время выигрывал первенство Института. В школьное время в Куйбышеве его постоянным партнером был ученик их школы, будущий гроссмейстер и чемпион СССР — Лев Полугаевский.
Знал и любил литературу и писал сам. В отличие от множества научных и научно-популярных книг и статей, художественные произведения М. Б. Мирского при жизни не публиковались.
На 80-м году жизни погиб вместе с супругой Аллой Ильиничной в автомобильной катастрофе на Волоколамском шоссе 19 июня 2010 года.
Урна с прахом захоронена на Пенягинском кладбище в Красногорске.

## Избранные книги М. Б. Мирского по истории медицины
- История отечественной трасплантологии / М. Б. Мирский. — М.: Медицина, 1985. — 242 с.
- Очерки истории медицины в России XVI—XVIII вв / М. Б. Мирский. — Владикавказ: Рекламно-издательское агентство Министерства печати и информации РСО-А, 1995. — 172 с. — 2000 экз. — ISBN 5-87860-045-5.
- Хирургия от древности до современности: Очерки истории / М. Б. Мирский. — М.: Наука, 2000. — 798 с.
- Медицина России X—XX веков: Очерки истории / М. Б. Мирский. — М.: РОССПЭН, 2005. — 632 с. — 800 экз. — ISBN 5-8243-0603-6. (в пер.)
- Медицина России XVI—XIX веков / М. Б. Мирский. — М.: РОССПЭН, 2006. — 400 с. — 2500 экз. — ISBN 5-86004-029-6. (в пер.)
- История медицины и хирургии: Учебное пособие / М. Б. Мирский. — М.: ГЭОТАР-Медиа, 2010. — 528 с. — (+ компакт-диск). — 2000 экз. — ISBN 978-5-9704-1429-3. (в пер.)
- Мирский М. Б., Богоявленский Н. А. Медицина Древней Руси. — М.: Родина, 2018. — 416 с. — (Быт и нравы Древней Руси). — 1500 экз. — ISBN 978-5-907024-14-4.

Персоналии
- Главный доктор республики: (Николай Александрович Семашко (1874—1949)) / М. Б. Мирский. — М.: Политиздат, 1964. — 94 с. — (Герои и подвиги). — 60 000 экз. (обл.)

- Главный хирург Н. Н. Бурденко / М. Б. Мирский. — М.: Воениздат, 1973. — 160 с. — (Научно-популярная библиотека). — 50 000 экз. (в пер.)
- И. М. Сеченов / М. Б. Мирский. — М.: Просвещение, 1978. — 120 с. — (Люди науки).
- Исцеляющий скальпелем: Академик Н. Н. Бурденко / М. Б. Мирский. — М.: Знание, 1983. — 192 с. — (Творцы науки и техники). — 100 000 экз. (обл.)
- Революционер в науке, демократ в жизни: Иван Михайлович Сеченов / М. Б. Мирский. — М.: Знание, 1988. — 224 с. — (Творцы науки и техники). — 80 000 экз. (обл.)
- Доктор Чехов / М. Б. Мирский; РАН. Ин-т истории естествознания и техники им. С.И. Вавилова. — М.: Наука, 2003. — 240 с. — ISBN 5-02-006360-6.

## Опубликованные повести и рассказы М. Б. Мирского
- «Друг мой Эдик». Медицинская газета, N.75, 1.10.2010.
- «В 1942-м». Повесть готовится к публикации в книге «Профессор Марк Мирский: Летописец русской медицины».

## Мемориальные статьи, доклады и конференции
- B. L. Lichterman, V. M. Mirsky. Mark B. Mirsky: A Leading Russian Historian of Medicine and Surgery (1930—2010). J. Hist. Med. Allied Sci. 2011, 66(3), 377—379. doi: 10.1093/jhmas/jrq073
- B. L. Lichterman. Mark Borisovich Mirsky. British Medical Journal 2010, 341(7770), 457
- Материалы 1-й международной научно-практической конференции по истории медицины, посвященной 120-летию со дня рождения заслуженного врача РСФСР Н. Н. Байтерякова и 80-летию со дня рождения профессора М. Б. Мирского. 24-25 марта 2011 года, г. Уфа, БГМУ — УГАТУ — Академия ВЭГУ, 2011, 214 с.
- С. П. Глянцев, М. В. Поддубный, С. А. Кабанова. Профессор М. Б. Мирский, как историк хирургии: Взгляд на творческую лабораторию ученого. ibid., с. 54-56.
- Е. М. Тищенко. Профессор М. Б. Мирский и история медицины Беларуси. ibid., с.165.